# República de Léman
La República de Léman fue una efímera república hermana de la Primera República Francesa en el actual territorio del cantón de Vaud.
A finales de 1797 las fuerzas francesas invadieron la Antigua Confederación Suiza y en consecuencia, el 24 de enero de 1798 se proclamaba en Lausana la independencia del Pays de Vaud de su sujeción al cantón de Berna. En respuesta, los galos enviaron tropas al mando del general André Masséna a ocupar las tierras al sudeste del lago Lemán para asegurar su defensa. Tras una feroz resistencia, el 5 de marzo los franceses entraban en Berna. Finalmente, el 12 de abril se proclamaba la centralizada República Helvética a la que se adhirió Lemán como un cantón.